# Qualificazioni al campionato europeo maschile di calcio 1968 - Gruppo 8

## Classifica totale
| Pos | Squadra          | Pti | G | V | N | P | GF | GS | DR  |
| --- | ---------------- | --- | - | - | - | - | -- | -- | --- |
| 1   | Inghilterra      | 9   | 6 | 4 | 1 | 1 | 15 | 5  | +10 |
| 2   | Scozia           | 8   | 6 | 3 | 2 | 1 | 10 | 8  | +2  |
| 3   | Galles           | 4   | 6 | 1 | 2 | 3 | 6  | 12 | -6  |
| 4   | Irlanda del Nord | 3   | 6 | 1 | 1 | 4 | 2  | 8  | -6  |

## Torneo Interbritannico 1967
| Pos | Squadra          | Pti | G | V | N | P | GF | GS |
| --- | ---------------- | --- | - | - | - | - | -- | -- |
| 1   | Scozia           | 5   | 3 | 2 | 1 | 0 | 6  | 4  |
| 2   | Inghilterra      | 4   | 3 | 2 | 0 | 1 | 9  | 4  |
| 3   | Galles           | 2   | 3 | 0 | 2 | 1 | 2  | 6  |
| 4   | Irlanda del Nord | 1   | 3 | 0 | 1 | 2 | 1  | 4  |

| Squadra          | Scozia (bandiera) | Inghilterra (bandiera) | Galles (bandiera) | Irlanda del Nord (bandiera) |
| ---------------- | ----------------- | ---------------------- | ----------------- | --------------------------- |
| Scozia           | —                 | —                      | —                 | 2 - 1                       |
| Inghilterra      | 2 - 3             | —                      | 5 - 1             | —                           |
| Galles           | 1 - 1             | —                      | —                 | —                           |
| Irlanda del Nord | —                 | 0 - 2                  | 0 - 0             | —                           |

## Torneo Interbritannico 1968
| Pos | Squadra          | Pti | G | V | N | P | GF | GS |
| --- | ---------------- | --- | - | - | - | - | -- | -- |
| 1   | Inghilterra      | 5   | 3 | 2 | 1 | 0 | 6  | 1  |
| 2   | Scozia           | 3   | 3 | 1 | 1 | 1 | 4  | 3  |
| 3   | Galles           | 2   | 3 | 1 | 0 | 2 | 4  | 6  |
| 3   | Irlanda del Nord | 2   | 3 | 1 | 0 | 2 | 1  | 4  |

| Squadra          | Scozia (bandiera) | Inghilterra (bandiera) | Galles (bandiera) | Irlanda del Nord (bandiera) |
| ---------------- | ----------------- | ---------------------- | ----------------- | --------------------------- |
| Scozia           | —                 | 1 - 1                  | 3 - 2             | —                           |
| Inghilterra      | —                 | —                      | —                 | 2 - 0                       |
| Galles           | —                 | 0 - 3                  | —                 | 2 - 0                       |
| Irlanda del Nord | 1 - 0             | —                      | —                 | —                           |